# Toys for Bob
Toys for Bob è un'azienda statunitense dedita allo sviluppo di videogiochi con sede nella città di Novato, fondata nel 1990 da Paul Reiche e Fred Ford; il nome Toys for Bob è stato ideato da Laurie Lessen come riferimento all'apprezzamento di Paul Reiche e Fred Ford per i giocattoli.
In passato ha fatto parte dei gruppi Crystal Dynamics e Activision, ma è diventato indipendente nel 2023.

## Videogiochi
| Anno | Titolo                                | Piattaforme                                                                              | Nota  |
| ---- | ------------------------------------- | ---------------------------------------------------------------------------------------- | ----- |
| 1990 | Star Control                          | Amiga, Commodore 64, MS-DOS, Genesis                                                     | [ 4 ] |
| 1992 | Star Control 2                        | 3DO, MS-DOS                                                                              | [ 5 ] |
| 1994 | The Horde                             | 3DO, MS-DOS, Saturn                                                                      | [ 6 ] |
| 1996 | Pandemonium                           | Windows, PlayStation, Saturn                                                             | [ 7 ] |
| 2000 | 102 Dalmatians: Puppies to the Rescue | Dreamcast, Game Boy Color, Microsoft Windows, PlayStation                                | [ 8 ] |
| 2005 | Madagascar                            | GameCube, Microsoft Windows, PlayStation 2, Xbox                                         |       |
| 2008 | Madagascar 2                          | Wii, Xbox 360, PlayStation 3                                                             |       |
| 2011 | Skylanders: Spyro's Adventure         | Microsoft Windows, OS X, PlayStation 3, Wii, Wii U, Xbox 360                             |       |
| 2012 | Skylanders: Giants                    | PlayStation 3, Wii, Wii U, Xbox 360                                                      |       |
| 2014 | Skylanders: Trap Team                 | Android, iOS, Nintendo 3DS, PlayStation 3, PlayStation 4, Wii, Wii U, Xbox 360, Xbox One |       |
| 2016 | Skylanders: Imaginators               | Nintendo Switch, PlayStation 3, PlayStation 4, Wii U, Xbox 360, Xbox One                 |       |
| 2017 | Crash Bandicoot: N. Sane Trilogy      | Nintendo Switch, PlayStation 4, Microsoft Windows, Xbox One                              |       |
| 2018 | Spyro Reignited Trilogy               | PlayStation 4, Xbox One, Nintendo Switch                                                 |       |
| 2020 | Crash Bandicoot 4: It's About Time    | PlayStation 4, PlayStation 5, Xbox Series X/S, Xbox One, PC, Nintendo Switch             |       |
| 2023 | Crash Team Rumble                     | PlayStation 4, PlayStation 5, Xbox Series X/S, Xbox One                                  |       |